# Protolychnis chlorotoma
Protolychnis chlorotoma är en fjärilsart som beskrevs av Edward Meyrick 1914. Protolychnis chlorotoma ingår i släktet Protolychnis och familjen Lecithoceridae. Inga underarter finns listade i Catalogue of Life.